# Lipót Ács
Lipót Ács, nume la naștere: Lipót Auerbach, (n. 6 august 1868, Vizsoly – d. 12 iulie 1945, Budapesta), a fost un scriitor, designer, pedagog maghiar.